# Redwater (Missisipi)
Redwater – jednostka osadnicza w Stanach Zjednoczonych, w stanie Missisipi, w hrabstwie Leake.